# Johan Vlietstra
Johan Vlietstra (Leeuwarden, 8 augustus 1950) is een Nederlands voormalig profvoetballer die als rechter- of centrale verdediger speelde.
Vlietstra begon bij VV Leeuwarden en speelde kort in de hoogste jeugd van Go Ahead Eagles. Hij debuteerde bij SC Cambuur en ging in het seizoen 1974/75 bij de amateurs van VV Drachten spelen. Vlietstra brak daarna door bij SC Veendam dat uitkwam in de Eerste divisie. Voor deze club nam hij negen strafschoppen die hij allemaal benutte. Hij werd in september 1977 gecontracteerd door N.E.C. dat in de Eredivisie speelde. Daar kwam hij mede door blessures steeds minder aan bod en na anderhalf jaar ging hij naar SC Amersfoort dat in de Eerste divisie uitkwam. In november 1980 werd Vlietstra afgekeurd voor het spelen van betaald voetbal.. Johan Vlietstra is de broer van politica Janny Vlietstra.